# 沼津兵学校

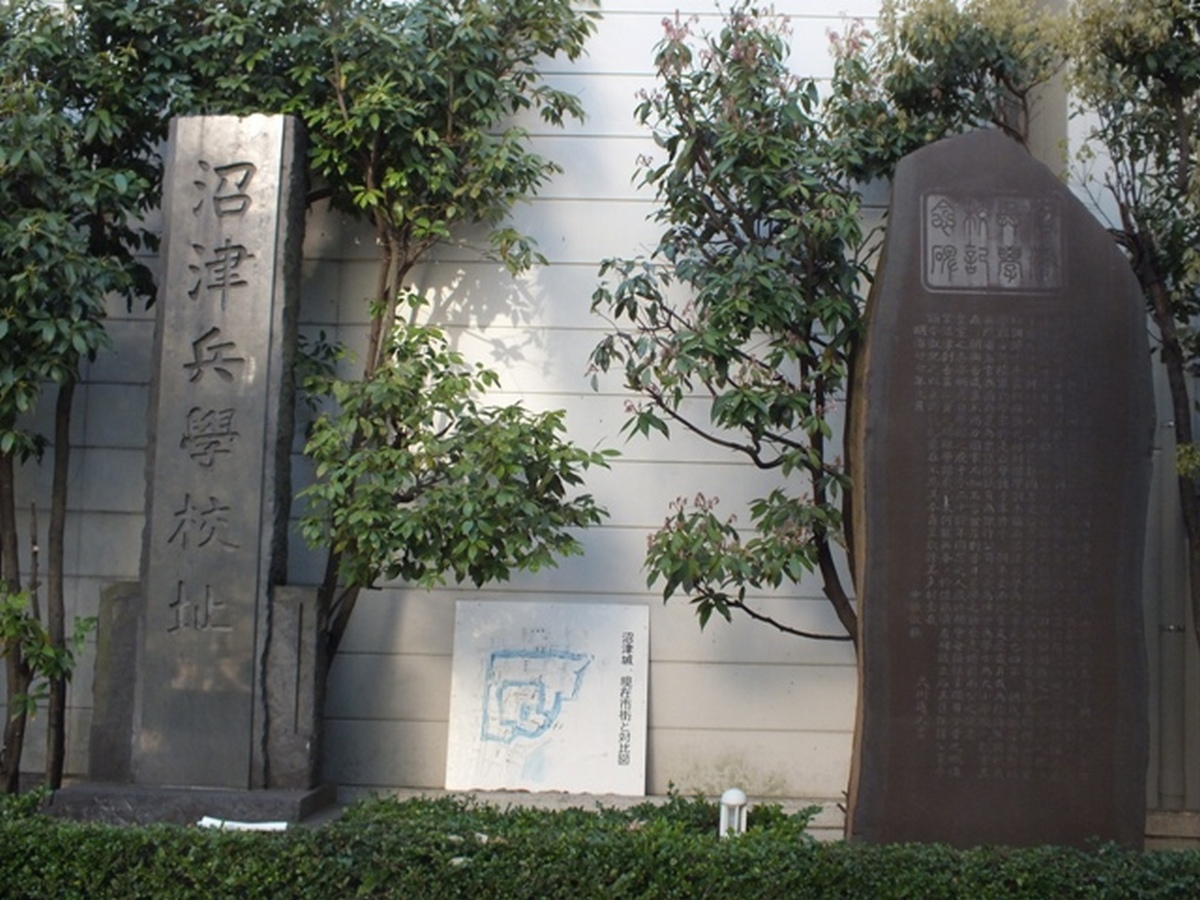
沼津城内の城岡神社にある沼津兵学校址碑。

沼津兵学校（ぬまづへいがっこう）は、明治時代初期に駿府藩（静岡藩）が設置・運営した兵学校。1868年（明治元年）にフランスに倣った軍隊の養成を目標に掲げ、駿河国沼津の沼津城内にて開校した。受講資格は徳川家臣で14歳から18歳の者であることが原則であったが、他藩からの留学生もいたといわれる。初代学長は西周であり、教師は優秀な旧幕臣の中から選ばれた。
1871年（明治4年）に兵部省の管轄となり、1872年（明治5年）には政府の陸軍兵学寮との統合のため東京へ移転した。
途中で作られた付属小学校は、現在の沼津市立第一小学校の前身である。また、1869年（明治2年）に江原素六が設立した沼津兵学校付属沼津病院は現在の沼津市立病院の前身である。

## 沿革
- 1868年（明治元年）12月 徳川家兵学校設立[2]。
- 1869年（明治2年）8月 沼津兵学校に改称[2]。
- 1870年（明治3年） 沼津学校に改称[2]。
- 1871年（明治4年）12月 沼津出張兵学寮と改称[2]。
- 1872年（明治5年） 東京に移転。教導団工兵第一大隊となる[2]。

## 詳細

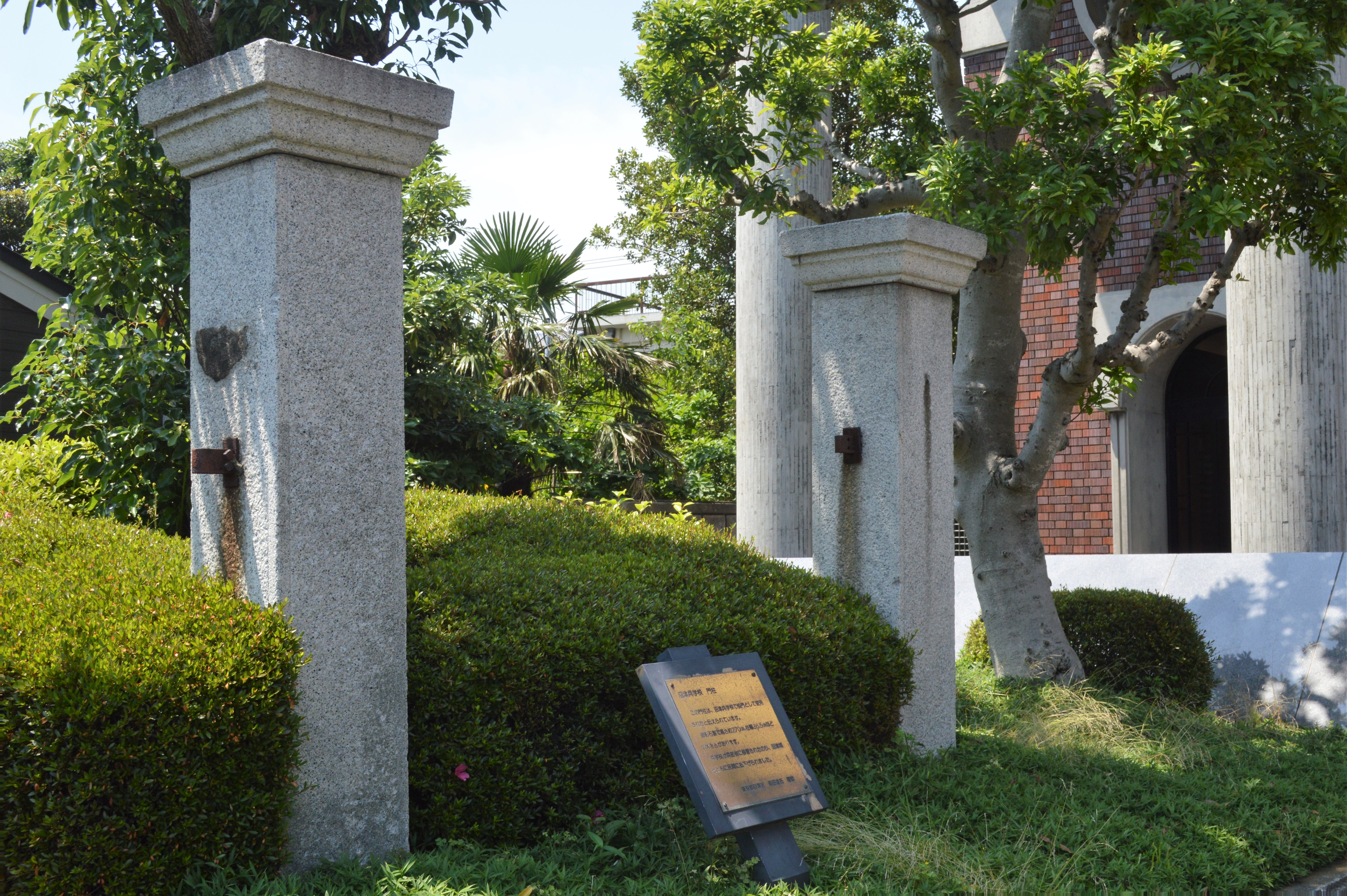
沼津市明治史料館に移された、沼津兵学校の校門。（2019年6月）

江戸時代を通じて幕府将軍を世襲していた徳川家は、大政奉還と戊辰戦争の結果、明治政府により慶応4年5月28日（1868年7月17日）に幕府領800万石を召しあげられ、駿遠参70万石の駿府藩に移封された。その頃、旧幕臣の江原素六、阿部邦之助、矢田堀景蔵らが図って、明治元年（1868年）11月、沼津城内で兵学校ならびに付属小学校を興し、慶応3年（1867年）にオランダ留学から帰国していた西周を頭取として、12月に教授を開始した。
教授科目は、資業生においては書史講論といい、『博物新論』『地理全誌』『瀛環志略』『孫子』を論講した。英語、フランス語のうち一科による会話、文典をはじめ、万国地理、究理概略（物理と化学）、天文、万国史、経済説大略を講じた。数学科では代数、幾何、三角、実地測量にプランセット(en)(平板測量に使うテーブル)、セキスタントなどの練習を課した。
進んで歩兵学校、砲兵学校、築造将校などの諸科を分かち、それぞれ近代科学的内容の科目をたてて教育訓練を行った。予備校として設立された小学校の科目は、素読、学書、算術、地理、体操、講釈、聴聞の6科を本科とし、剣術、水練を随意科として課した。またラッパの吹き方を指導する教授もおり、喇叭方教授として鈴木高信が着いている。
兵学校資業生210余人のうち、この小学校出身者は150余人であった。
語学関係には渡部温、乙骨太郎乙などの著名な学者を教授とし、また未だ普及の遅れていた近代の数学を積極的に教えたところから、「数学の沼津」と言われ、軍隊の中でも工兵、砲兵などの理系の知識を必要とする分野に、多く人材を提供した。
廃藩置県後の明治4年9月30日（1871年11月12日）に、兵部省の達によって同省直属となる。同年12月16日（1872年1月25日）の布達により、「沼津出張兵学寮」と改称された。教授方はそれぞれ陸軍小丞、中佐、少佐以下に任じられ、官名を帯びた。
明治5年（1872年）、東京に移転されて、沼津兵学校は中央の士官養成機関に移行した。
沼津兵学校が存続した期間は4年余りであったが、出身したものは陸海軍を通じて井口省吾、加藤定吉、矢吹秀一、早川省義、赤松則良、黒田久孝、古川宣誉、西紳六郎、村田惇、向山慎吉、山口勝、そのほか多数におよび、軍人以外では西周、田口卯吉、島田三郎、真野文二、成瀬隆蔵などがいる。

## 映画
1939年2月21日公開。配給は東宝。『青い山脈』『また逢う日まで』『キクとイサム』などを手がけた今井正の第1回監督作品。旧幕臣と長州藩出身の学生の交流を描く。

### キャスト
- 千倉俊平：黒川弥太郎
- 西尾周三：丸山定夫
- 栗野正邦：大川平八郎
- 栗野鶴世：花井蘭子
- 教官・今村：鳥羽陽之助
- 桑原新太郎：藤尾純
- 富岡譲六：深見泰三
- 関藤兵衛：坂内永三郎
- 栗野広邦大崎時一郎
- 栗野八十一：大倉文雄
- 江崎政春：進藤英太郎
- 山田好良
- 百姓・甚八大家康宏
- 地理の教授：有馬宏
- 百姓見習いの武士：山本仁吉
- 大村益太郎：井上忠美
- おひで：山根寿子
- 母・居酒屋の女将：伊井吟子

### スタッフ
- 原作：片桐勝男
- 監督：今井正
- 製作：氷室徹平
- 脚本：片桐勝男、八木隆一郎
- 撮影：玉井正夫
- 編集：松浦茂
- 音楽：伊藤宣二

## テレビドラマ
フジテレビのシオノギテレビ劇場にて1967年2月16日と2月23日に放送された。

### キャスト
- 加藤剛
- 長門裕之
- 佐分利信
- 根上淳
- 御木本伸介
- 原保美
- 小林哲子

| フジテレビ シオノギテレビ劇場（1967年2月16日 - 2月23日） | フジテレビ シオノギテレビ劇場（1967年2月16日 - 2月23日） | フジテレビ シオノギテレビ劇場（1967年2月16日 - 2月23日） |
| 前番組                                                   | 番組名                                                   | 次番組                                                   |
| -------------------------------------------------------- | -------------------------------------------------------- | -------------------------------------------------------- |
| 日々平安                                                 | 沼津兵学校                                               | 新珠三千代のおんなシリーズ・わかれ道                     |